# 眞玉橋ノブ
眞玉橋 ノブ（まだんばし のぶ、1918年〈大正7年〉11月21日 - 2004年〈平成16年〉1月31日）は、日本の看護師、看護教育者。沖縄における近代看護制度と看護教育の基礎を築いた。太平洋戦争末期の‘沖縄戦’に陸軍病院の看護婦長として従軍し、不眠不休で負傷兵の看護に献身した。戦後焦土と化した沖縄でゼロから看護の再建に立ち上がり、米軍統治時代や日本本土への復帰など、目まぐるしく変化する社会情勢下におかれながらも沖縄看護の発展に貢献した。
1985年（昭和60年）5月「フローレンス・ナイチンゲール記章」

## 生涯

### 生い立ち
1918年（大正7年）沖縄県首里市山川町にて、父朝信、母マカトのもと、兄1人、姉1人、妹2人の5人兄妹の次女として生まれる。1925年（大正14年）父親が勤務する玉城小学校に入学、3年生のある晩に校庭で映画「ああ松本訓導」を鑑賞する。この映画は急流の川に転落した学童を助けるために溺れてしまう松本訓導（先生）を描いたもの。「感動で胸がいっぱいになり、今でもあの映画の場面が目に浮かぶ」と晩年に寄稿した琉球新報コラム「私の師(上)」で述べている。
1928年（昭和3年）美東小学校4学年に転校、1929年（昭和4年）には宜野湾小学校5学年に転校、この頃に大好きな琉球民謡「えんどうの花」を教わる。半年後、嘉数小学校に転校し1931年（昭和6年）同校を卒業するが、当時の担任であった浦浜朝敏先生の熱心な指導もあり、県内で多くの教育者を輩出する名門、県立第一高等女学校に進学した。

### 看護の道を志す
1935年（昭和10年）3月の卒業間近、級担任から赤十字の学生募集について紹介を受ける。
「女でお国のために尽くせる唯一の道」と受験を決意、これが半生の職業となる「看護」への転機であった。時世は満州事変から日中戦争へと向かう過渡期、日本は準戦時体制下にあった。そのような中、名門の第一高等女学校を出て看護の道に進むことは、家族の深い理解と協力がなければ困難な時代でもあり、また相当勇気のいることであった。県立第一高等女学校を卒業すると日本赤十字社沖縄県支部救護看護婦養成所に入所する。
1938年（昭和13年）3月、赤十字の養成所を卒業後、しばらくは母校県立第一高等女学校の衛生婦（現在の養護教諭）また県立女子師範学校の衛生婦を兼務した。翌年日本赤十字社第95救護班要員として応召し、北九州市の小倉陸軍病院へ配属された。
1937年に支那事変が勃発し、日中の間では全面的な戦争状態となっており（日中戦争）、陸軍病院には満州、北支、南支など中国全土から次々と傷病兵が送られてきた。看護婦のなかでも赤十字の看護婦は新人でも責任の重い仕事を任され、ノブも重症病棟の管理責任者となった。「兵隊さん以上にやらなければ」と月二回の休日も自分の意思で返上し、夜勤明けの翌日はそのまま勤務するなど赤十字看護婦としての誇りを高く持ち、常に患者の救護を第一に考え行動した。4年8か月にわたる小倉陸軍病院での献身的な勤務が評価され1940年（昭和15年）4月に勲八等瑞宝章が授与された。

### 沖縄戦
沖縄戦（赤十字看護婦の戦い）
1943年（昭和18年）9月招集が解除され故郷沖縄の首里へ戻ると、翌年3月県立第一高等女学校の衛生婦兼教授嘱託として救急法指導を担当する。ここでノブが指導した教え子の女学生たちこそ、のちに沖縄戦で傷病兵や民間人の看護補助要員として活躍する「ひめゆり学徒」であった。米軍（連合軍）の沖縄上陸が目前に迫った1945年（昭和20年）3月末、ひめゆり学徒隊に沖縄陸軍病院への配属命令が出されるとノブは彼女たちの後を追うように、南風原の沖縄陸軍病院に志願し第二外科（内科）の看護婦長となる。
同年4月1日米軍が沖縄本島への上陸を開始すると、昼夜を問わず陸海空から激しい戦闘が繰り広げられ、南風原の森に構築された病院壕は日増しに激増する傷病兵を収容できないほど極めて劣悪な状況であった。
生き残りの学生はその様子を終戦後以下のように話している。
「ウジやシラミなど、むせるような息吹とウミの悪臭に満ちた壕内は、戸板を並べた二段病床で十分な灯もなく、まさにこの世の生き地獄のような状況であった。そのような状況下でも眞玉橋婦長は日夜を問わず、第二外科の第18号壕から第24号壕までを廻り、約3,000人余の傷病兵の救護に不眠不休であたっていた。そのような婦長の姿に傷病兵からは『眞玉橋先生はいつここへきてくれるのか』と慈母のごとく待ちこがれ、慕われていた。また壕内の職員仮眠所では一度も休んだ姿をみせることがなく、寝ずに働き通しの生命力に誰もが驚いた。」このような献身的に看護に奔走する姿勢は赤十字精神に満ち溢れ、ノブの崇高な姿に傷病者たちも畏敬の念でいっぱいだったと思われる。
沖縄戦（解散命令と決死の伝令）
5月下旬、米軍は日本軍の司令部が置かれた首里を占領すると戦闘は本島南部へと移っていく。陸軍病院にも本島南部への移動命令が出され、ノブが所属する第二外科も飛び交う砲弾の中、傷病兵を救護しながら2日がかりで目的地の糸洲(糸満市)にたどり着いた。6月18日戦局に見切りをつけた軍医は第二外科壕に解散命令を出す。「兵は本隊に合流せよ、看護婦と女学生は親もとへ帰れ」また軍医は下士官に隣の壕への伝令を命令するが、壕の周囲は既に米軍に囲まれており臆した兵は伝令を果たせずに戻ってきた。その様子をみたノブは部下の看護婦金城サヱ子と共に、代わりの伝令を志願し命を危険にさらしながら隣の壕への解散命令を伝えることに無事成功している。
この時の決死の状況を戦後金城サヱ子氏は次のように回想している。
「婦長の口から伝令の話を聞いた私は、突然の申し出に一瞬網然となった。夜間のこの時点からの行動は、未必であるが決死的な行動である。生きて再び元の壕に帰れる保証は何一つもないのである。しかし緒戦以来、生死を共にする決意は固く既に2人の胸の中に秘められており、ましてや日頃尊敬している婦長の申し出でありこの瀬戸際に決死的な役目を果たし得るものは、私と婦長の二人でなければならないという、絶大な信頼感に感奮し悲壮な覚悟をして行動を共にした。（中略）二人は壕を出たとたんに機銃の洗礼を受けた。狙われているのだ。絶体絶命。生死の極限に追い詰められている。無言。しかし死んではならないのだ。命令を早く伝え一人でも多く救わなければならない。しばらく経って後、婦長は『もし私が死んだら、構わず伝令の役目を果たしなさい。貴方が死んだら私が伝令の役目を果たしますから・・・』（中略）一連の行動から読み取れることは、眞玉橋婦長が人命を救うためには、如何なることでもあえて行うという勇気、人命救助のためには身心を賭してその責任を果たすという義務感、更に人命を救うためには赤十字精神が胸に燃えているという崇高な博愛の美徳が秘められていたことが察知できる。」
解散命令が出されたあとも赤十字の救護の精神に徹したノブは、傷病者から離れることをせず壕に残ることを決め、その判断に第一高等女学生たちもノブと行動を共にすることにした。しかし連日の艦砲射撃で壕は破壊され、壕内へ向けた火炎放射の攻撃を受けると、みなの命を守ることを考え、ついに6月21日米兵の呼びかけに応じ壕を出ることを決断。米軍の捕虜として収容された。27歳という若き看護婦長の長く苦しい戦いがようやく終わった。

### 戦後（ゼロからの再建）
戦争直後、傷病者、栄養失調者、マラリア等で傷つき病む住民を収容治療するため、各地区に開設されたテントづくりの医療施設へノブは自ら進んで協力し看護にあたった。1946年（昭和21年）1月、戦争により両親を失い家庭をなくした戦争孤児たちを収容しているコザ孤児院への勤務を命ぜられ、孤児たちの看護養育に献身的に尽くした。ノブは特に孤児たちの健康管理に配慮し孤児たちから母親のごとく慕われた。
同年4月、沖縄民政府創立とともに沖縄中央病院の看護婦長に任命されると、翌5月には軍公衆衛生部の意向で沖縄中央病院、宜野座病院、名護病院の各病院に附属の看護婦学校が設けられ、病院の医師らの協力を受けながらノブを中心とした看護教育が始まった。
1949年（昭和24年）3月には看護婦長としての病院勤務と看護学校勤務を兼ねて命ぜられ、有資格看護婦の確保と看護教育制度の確立に尽力した。
1950年（昭和25年）1月、米国民政府の看護顧問ワニタ・ワーターワースが高知県から沖縄に着任すると沖縄看護の改革が一気に加速する。同年2月沖縄中央病院内にモデル病棟が設置されると近代看護の目標であった付添人の廃止や男女を分けて収容する完全看護の実施など、看護の近代化を促進。またノブとワニタは米国民政府に働きかけ、戦争で中断された看護婦検定試験を実施し2年余りで179名の有資格者を出すなど、看護人材の確保にも成功する。米軍の病院を活用した看護職員の研修や軍政府から派遣された看護指導者による研修など、知識や技術の高いアメリカ式看護を直接学べることは現場の大きな活動力となり、沖縄看護の水準を高めるのに効率的な方法であった。

### 看護教育の充実
1951年（昭和26年）4月からは看護学校への入学条件を高校卒業資格者に引き上げ、3か年課程の看護教育制度を確立。未だ交通網の整備されていない社会状況のなか、県内離島各地の高校をワニタとともに訪問し優秀な学生を集めることに奔走した。これは将来の看護指導者たちを育成することを考慮したものであった。また看護婦学校が将来琉球大学看護学部へ移行することを想定し、同学校で単位認定ができるよう働きかけこれを認めさせた。さらに指導者育成のため琉球大学へ委託生を派遣（期間1年）。これにより大学レベルの充実した看護教育を実施することを可能とした。
この制度は1971年（昭和46年）3月まで約20年間続き、看護学校の学生に大学単位が認められたことは沖縄の看護教育水準を飛躍的に高める大きな成果となっている。なお看護学校は昭和29年に病院附属から独立した学校となり、教育体制の整備が加速していく。
1952年（昭和27年）琉球政府厚生局看護係長になると、立ち遅れた医療事情に深く心を痛め、看護行政の整備に力を注いだ。とくに戦争で失われた看護職免許（保健婦、助産婦、看護婦）の復活を関係機関に働きかけ、看護職としての身分の復活と看護要員の確保を推進し社会の医療に対する不安解消に努めた。
1966年（昭和41年）10月から1972年（昭和47年）3月まで、沖縄中部病院において本土では例を見ない「臨床研修医制度」を立ち上げ、看護体制の確立と看護業務の向上に努めた研修医訓練を円滑に行ったことも看過できない功績のひとつとされている。
1972年（昭和47年）3月琉球大学付属病院初代総看護婦長に就任すると、約8年間にわたり同大保健学部の実習病院として機能し、同大学への看護教育の実践の場を提供、看護教育の発展に寄与した。1980年（昭和55年）4月沖縄県で初めて市町村による病院が誕生すると、那覇市立病院総看護婦長として地域密着型の看護を掲げ、国立琉球大学医学部保健学科や県立那覇看護学校、浦添看護学校の実習病院としての受け入れを促進、将来の看護婦たちへ実勢の場を提供し、後輩の指導と後進の育成にあたるなど、沖縄看護教育の向上に多大な影響を残している。

### 看護職能団体の育成に寄与
ノブは看護に携わる様々な団体の育成にも力を入れた。1951年（昭和26年）4月、専門看護職としての質の向上と会員の親睦さらには社会貢献を目的に「沖縄群島看護婦協会(現沖縄県看護協会)」を結成し、初代会長として先進諸国における看護の理念に近づけた。また「琉球助産婦協会」の必要性を呼びかけ1952年（昭和27年）に設立した。産婆から助産婦へ制度が移り変わる過渡期であり、ノブは同団体の顧問となり専門職としての助産婦の質の向上に努めた。そのほかにも結核予防、ハンセン病（らい病）予防、公衆衛生、医療福祉などの各協会に評議員や理事として関わり、関係団体の発展と育成強化に努めた。

### フローレンス・ナイチンゲール記章受賞
1985(昭和60年)5月看護師における世界最高の栄誉「フローレンス・ナイチンゲール記章」がノブに贈られた。
5年1か月の戦時救護を含め、約46年間にわたり看護の道を一筋に歩み続けてきたノブの功績が称えられた瞬間であった。

### 晩年
1985（昭和60年）3月に那覇市立病院を退職した後もノブはボランティア活動や関係団体の後進育成に貢献する。
時間があれば南風原陸軍病院跡や南部戦跡などを参拝し、戦火に散ったひめゆりの少女や同僚たちへの慰霊を欠かさずに行っていた。
2004（平成16年）1月31日、86歳で生涯に幕を下ろした。

## 略歴
- 1918（大正 7）年 11月21日 5人兄妹の次女として生まれる
- 1931（昭和 6）年 沖縄県立第一高等女学校 入学
- 1935（昭和13）年 日本赤十字社沖縄県支部救護看護婦養成所 入所
- 1939（昭和14）年 日本赤十字社第95救護班要員として招集され、小倉陸軍病院に勤務
- 1944（昭和19）年 沖縄県立第一高等女学校に衛生婦（教授嘱託）として着任
- 1945（昭和20）年 沖縄陸軍病院第二外科看護婦長として従軍、ひめゆり学徒隊を指導
- 1946（昭和21）年 コザ孤児院主事、沖縄中央病院看護婦長に就任
- 1951（昭和26）年 沖縄群島看護婦協会を結成し、初代会長に就任
- 1952（昭和27）年 琉球政府厚生局医政課看護係長に就任
- 1952（昭和27）年 琉球助産婦協会の結成に協力し、顧問に就任
- 1956（昭和31）年 琉球結核予防会評議員
- 1966（昭和41）年 琉球政府立中部病院看護課長に就任
- 1966（昭和41）年 沖縄らい予防協会評議員
- 1970（昭和45）年 沖縄公衆衛生協会評議員
- 1972（昭和47）年 琉球大学附属病院総看護婦長に就任
- 1973（昭和48）年 沖縄県小児保健協会理事
- 1976（昭和51）年 琉球大学保健学部附属病院看護部長に就任
- 1977（昭和52）年 沖縄県医療福祉センター理事
- 1980（昭和55）年 那覇市立病院総看護婦長に就任
- 1985（昭和60）年 那覇市立病院を退職（67歳）
- 1985（昭和60）年 第30回「フローレンス・ナイチンゲール記章」受賞